# Lamontichthys
Lamontichthys (Ламонтіхтис) — рід риб триби Harttiini з підродини Loricariinae родини Лорікарієві ряду сомоподібні. Має 6 видів.

## Опис
Загальна довжина представників цього роду коливається від 13,1 до 24,2 см. Зовнішністю схожі на сомів з роду Pterosturisoma. Голова порівняно з тулубом широка, трикутної форми, морда дещо сплощена. Очі середнього розміру. Тулуб видовжений, вкритий кістковими пластинками. Спинний плавець дуже високий, з вкрай короткою основою, з 1 жорстким променем. Грудні плавці помірно широкі, складаються з 7 м'яких променів. У самців на жорстких променях грудних плавців присутні збільшені одонтоди (шкіряні зубчики). Жировий плавець відсутній. Хвостове стебло тонесеньке. Хвостовий плавець витягнутий, розрізаний, верхня й нижня лопаті нитчасті, верхня довша за нижню.
Забарвлення сіре, сірувато-синє або коричневе.

## Спосіб життя
Це демерсальні риби. Зустрічаються в біотопах з якісним кисневим режимом, але не люблять дуже швидкої течії. L.llanero воліє лісові дрібні водойми зі скелястим дном. Інші види віддають переважу піщаному або піщано-скелястому ґрунту. Живляться водоростями та дрібними водними безхребетними.
Самиця відкладає ікру жовтого кольору діаметром 1,4-1,8 мм на відкритій поверхні каменів, рослин, скель.

## Розповсюдження
Мешкають у басейні річок Ориноко, Токантінс, Бобоназа і озері Маракайбо.

## Види
- Lamontichthys avacanoeiro
- Lamontichthys filamentosus
- Lamontichthys llanero
- Lamontichthys maracaibero
- Lamontichthys parakana
- Lamontichthys stibaros